# With You (Chris Brown)
"With You" is een R&B-nummer van de Amerikaanse zanger Chris Brown, geproduceerd door het beroemde productieteam Stargate.

## Hitlijsten
Het nummer werd uitgebracht als derde single van Browns album Exclusive. Het werd een van Browns succesvolste singles. With You werd een wereldwijde hit en behaalde de nummer 1-positie in Indonesië, Nieuw-Zeeland, Brazilië, Kroatië en de Filipijnen. In de Verenigde Staten en de United World Chart kwam het nummer in de top 10. In Nederland bleef het succes bescheiden. Het nummer werd verkozen tot Alarmschijf op Radio 538, maar kwam in de Nederlandse Top 40 niet hoger dan nummer 31.

## Ontvangst
De twee singles voorafgaand aan With You waren beide uptempo en op hiphop geïnspireerd. With You is daarentegen een rustig simpel nummer met een gitaarmelodie. Het nummer werd goed ontvangen door critici, die het nummer gelijkwaardig beschouwden aan het eveneens door Stargate geproduceerde Irreplaceable van Beyoncé. Met het nummer bewees Chris Brown niet alleen een goede danser te zijn, maar ook een goede zanger, aldus "About.com". Rolling Stone noemde het nummer 'overtuigend'.
Lange tijd deden geruchten de ronde dat With You over Browns vriendin Alisha Morrow zou gaan. Hiervoor bestaat echter geen bewijs.

## Hitnotering
| With You in de Nederlandse Top 40 - binnen: 8 maart 2008 | With You in de Nederlandse Top 40 - binnen: 8 maart 2008 | With You in de Nederlandse Top 40 - binnen: 8 maart 2008 | With You in de Nederlandse Top 40 - binnen: 8 maart 2008 | With You in de Nederlandse Top 40 - binnen: 8 maart 2008 | With You in de Nederlandse Top 40 - binnen: 8 maart 2008 | With You in de Nederlandse Top 40 - binnen: 8 maart 2008 |
| Week                                                     | 1                                                        | 2                                                        | 3                                                        | 4                                                        | 5                                                        | 6                                                        |
| -------------------------------------------------------- | -------------------------------------------------------- | -------------------------------------------------------- | -------------------------------------------------------- | -------------------------------------------------------- | -------------------------------------------------------- | -------------------------------------------------------- |
| Nummer                                                   | 35                                                       | 32                                                       | 31                                                       | 34                                                       | 38                                                       | uit                                                      |